# Sofiane Abbès
Pour les articles homonymes, voir Abbès.
Sofiane Abbès (en arabe : سفيان عباس) est un footballeur algérien né le 30 juillet 1984 à Hussein Dey dans la wilaya d'Alger. Il évoluait au poste d'arrière gauche.

## Biographie
Il évolue en première division algérienne avec le club, du NA Hussein Dey. Il dispute 72 matchs en Ligue 1.

## Palmarès
NA Hussein Dey
- Championnat d'Algérie D2 :
  - Vice-champion : 2010-11.